# Ponte Bagration

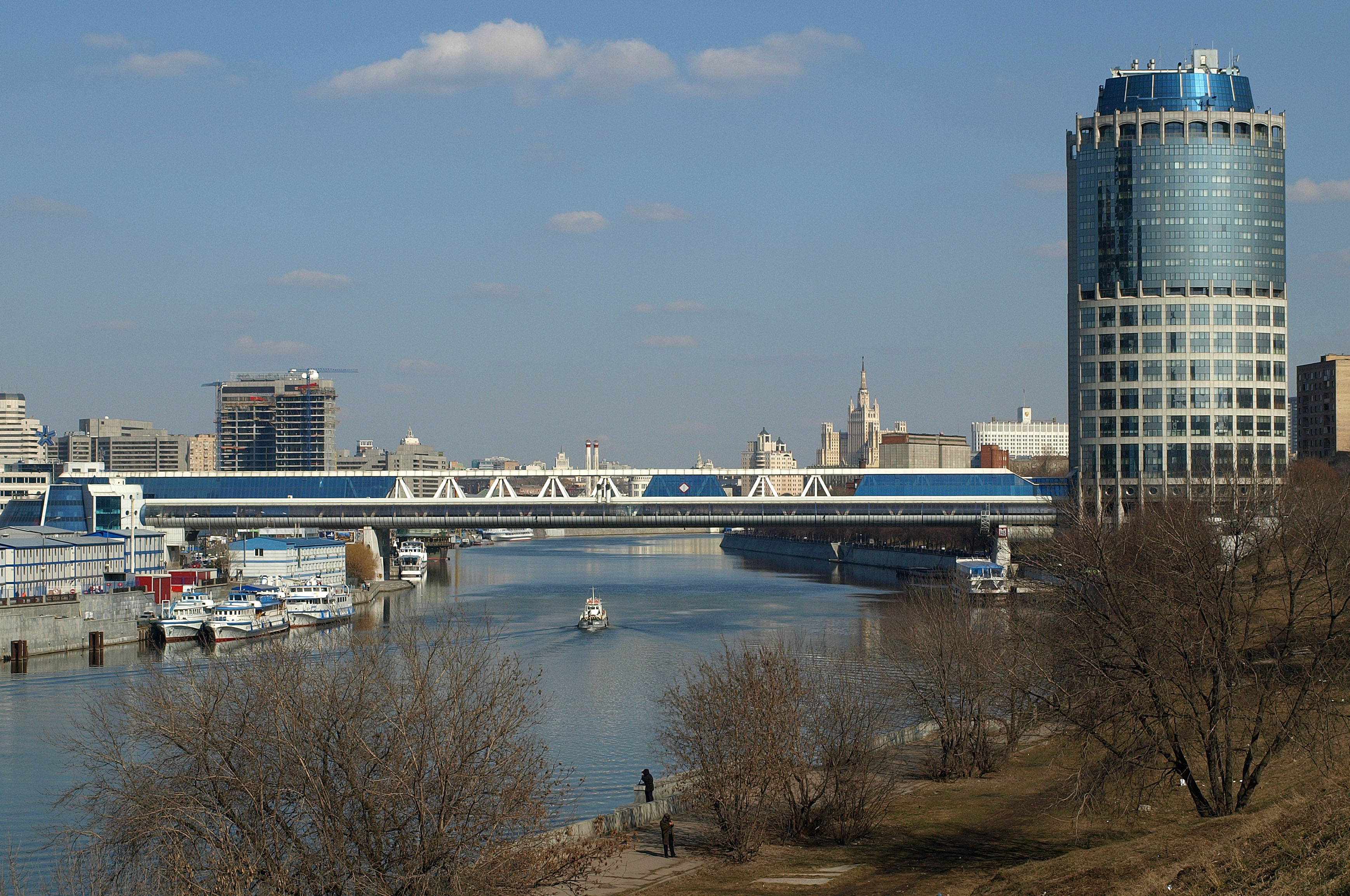
Ponte Bagration

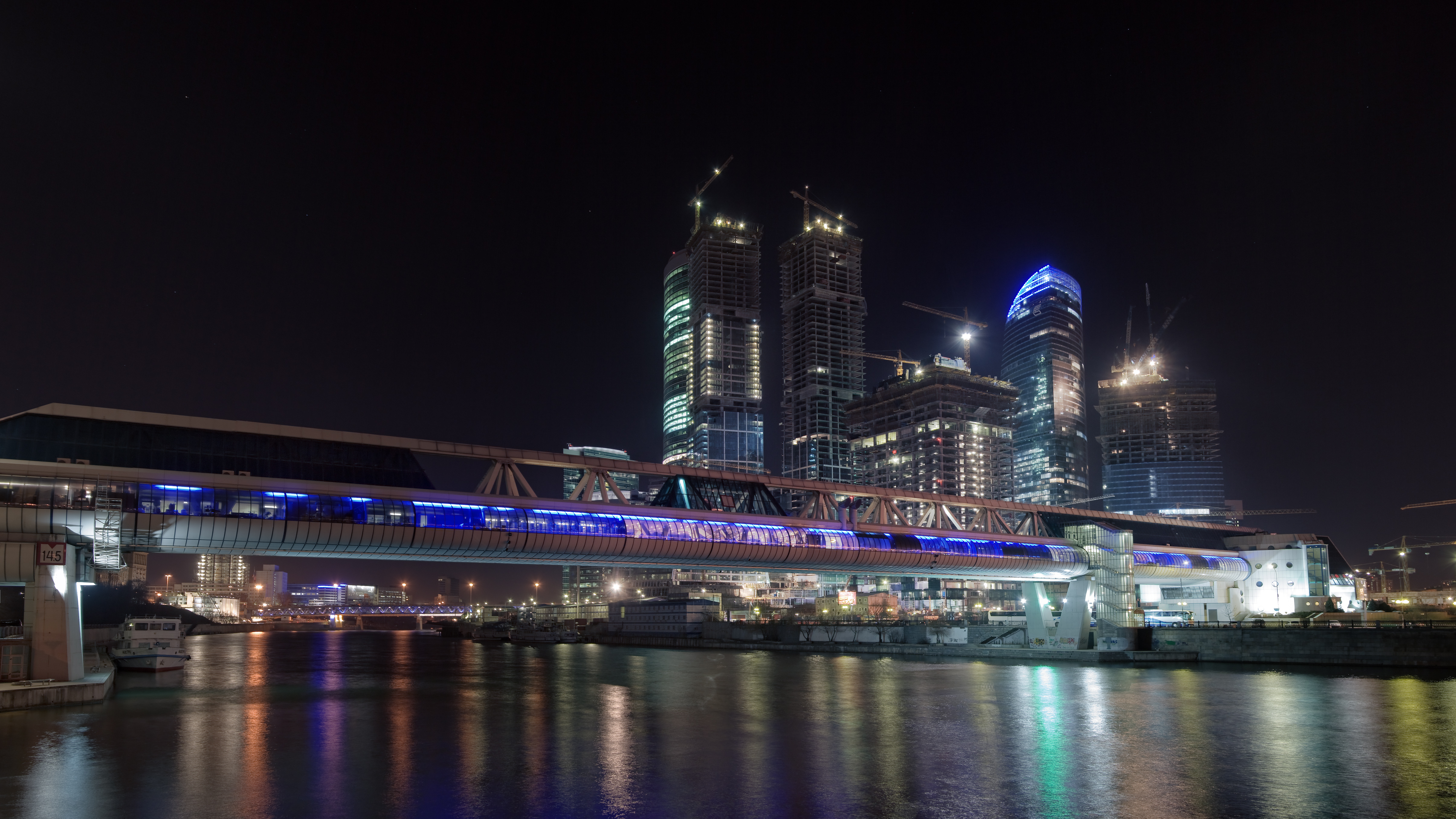
Ponte Bagration e Tower 2000

A Ponte Bagration  é uma ponte abarcada entre o Rio Moscou em Moscou. Ela conecta a área da Tower 2000 até o Centro Internacional de Negócios de Moscou. A ponte foi inaugurada em setembro de 1997, para celebrar os 850 anos da fundação da cidade de Moscou.

## Estrutura
A Ponte Bagration tem a largura de 214 metros e fica em uma altura de 16 metros. Está a 13 metros acima do rio. Os pilares do suporte foram reforçados em concreto, com uma estrutura feita de aço. Em uma pequeno córrego a uma curva feita de uma estrutura de policarbonato, dois paredões e fitas de alumínio. Acima do corrego, tem dois paredões de vidro. Tem dois andares.